# Ruiny pałacu Opalińskich w Radlinie
Ruiny pałacu Opalińskich w Radlinie – pozostałości po pałacu, wzniesionym w latach około 1570–1592 we wsi Radlin przez Andrzeja Opalińskiego, marszałka wielkiego koronnego. 
Do rezydencji wybudowanej w dziedzicznych dobrach Opalińskich przylegał ogród oraz kaplica. Okres świetności rezydencja przeżywała w końcowych latach XVI oraz w wieku XVII. Po śmierci Andrzeja Opalińskiego w roku 1593 jej właścicielami byli kolejno jego syn Piotr, krajczy koronny, wnuk Piotr, wojewoda kaliski oraz prawnuk - również Piotr. W roku 1700 właścicielką pałacu została Ludwika Opalińska. Po jej ślubie z Janem Kazimierzem Sapiehą na prawie sto lat pałac stał się własnością Sapiehów. W okresie tym rozpoczął się upadek pałacu, pogłębiony rozpoczętą w roku 1730 i nigdy nieukończoną przebudową. W roku 1791 Kazimierz Nestor Sapieha sprzedał pałac niemieckiej rodzinie Kalkreuthów. 
W roku 1840 pałac nabył Władysław Radoliński, właściciel Jarocina. Rozebrał on pałac, z którego do czasów obecnych pozostały tylko nieliczne fragmenty murów.
Na terenie ogrodu pałacowego obecnie mieści się cmentarz.